# Indiana Evans
Indiana Rose Evans (Sydney, 1990. július 27. –) ausztrál színésznő és énekesnő. 
Legismertebb szerepe Matilda Hunter az Otthonunk című ausztrál filmsorozatban.

## Fiatalkora
Indiana Rose Evans néven született Sydney-ben. Karrierjét már kiskorában elkezdték egyengetni, szülei hétéves korában beíratták táncórára, melynek keretei között először balettet, később pedig dzsesszt táncolt. Tanulmányait a Newtown High School of the Performing Arts nevű iskolában kezdte. Ezt azonban alig két hét után abbahagyta, mivel a karrierjére való koncentrálást nehezítette volna egy olyan iskola, amelynek tanítási rendje ütközik a forgatási időpontokkal. Ezért tanulmányait levelező tagozaton végezte el.

## Pályafutása

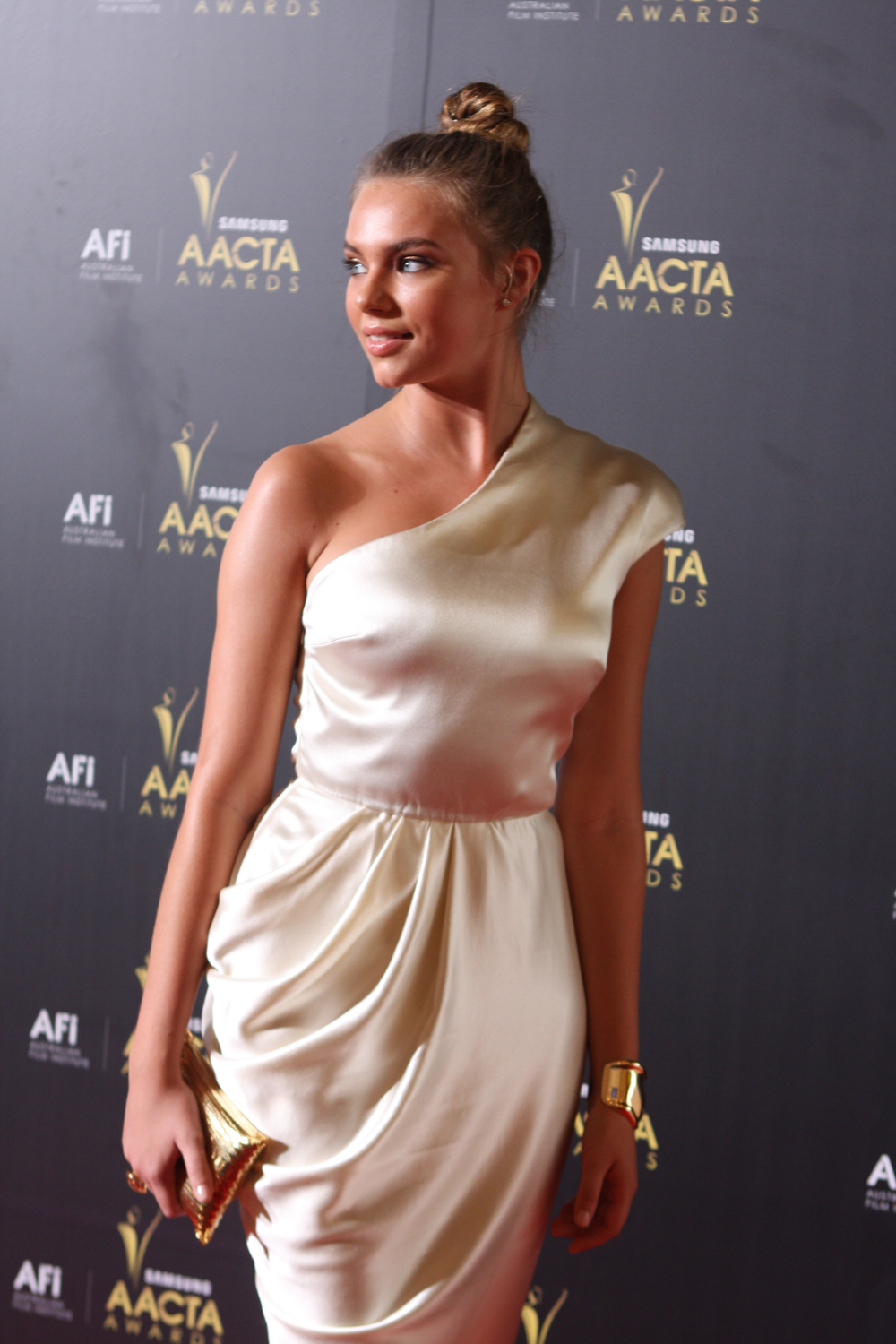
2012-ben

Első epizódszerepét 2003-ban az All Saints című sorozatban kapta. Ezután a Snobs című gyermeksorozatban játszott állandó szerepet Abby Oakley-ként. Ugyanebben az évben jött el számára a nagy áttörést hozó szerep, az Otthonunk Matilda Hunter-jeként, melyet négy évig játszott. A The Strip című sorozatban China Williams szerepében tűnt fel, ezt követték a Burden és az At the Tatooist című rövidfilmek. 2009-ben jelentősebb szerepet kapott, az igaz történeten alapuló Caroline Byrne meggyilkolása című filmben a valóban létező Kylie Watsont formálta meg.
Világhírnévre a H2O: Egy vízcsepp elég című sorozatban tett szert, Bellaként. A sorozat 3. évadjában játszott, ehhez pedig (szerepéből adandóan) több dal miatt is stúdióba vonult. Miután véget ért a sorozat, elkezdte forgatni az Amikor megfagy a világ című játékfilmet, mely nem érte el a várt sikert. A Crownies című sorozatban egy egész évadon át játszott, míg rátalált az a szerep, melynek köszönhetően nagyszabású projekten való munkába kezdett. A kék lagúna című 1980-as film Kék lagúna: Ébredés című újragondolásában a főszereplő Emmaline Watsont formálta meg. 2015-ben szerepelt a Titkok és hazugságok című sorozatban.

## Filmográfia

### Film
| Év   | Magyar cím                    | Eredeti cím                  | Szerep                   | Magyar hang   |
| ---- | ----------------------------- | ---------------------------- | ------------------------ | ------------- |
| 2008 |                               | Burden (rövidfilm)           | Lara Boyd-Cutler         |               |
| 2008 |                               | At the Tattooist (rövidfilm) | Georgia                  |               |
| 2010 | Amikor megfagy a világ        | Arctic Blast                 | Naomi Tate               | Gulás Fanni   |
| 2011 |                               | Smith                        | Kia                      |               |
| 2012 | Kék lagúna: Ébredés           | Blue Lagoon: The Awakening   | Emmaline "Emma" Robinson | Csifó Dorina  |
| 2012 | Kék lagúna: Ébredés           | Blue Lagoon: The Awakening   | Emmaline "Emma" Robinson | Kardos Eszter |
| 2012 |                               | Gingers                      | szőke pincérnő           |               |
| 2022 | Thor: Szerelem és mennydörgés | Thor: Love and Thunder       | Zeusette                 |               |

### Televízió
| Év        | Magyar cím                   | Eredeti cím                                     | Szerep           | Megjegyzések                                            |
| --------- | ---------------------------- | ----------------------------------------------- | ---------------- | ------------------------------------------------------- |
| 2003      |                              | All Saints                                      | Milly Roberts    | 1 epizód                                                |
| 2003–2004 |                              | Snobs                                           | Abby Oakley      | főszereplő                                              |
| 2004–2008 | Otthonunk                    | Home and Away                                   | Matilda Hunter   | - főszereplő - magyar hangja:[forrás?] - Czető Zsanett  |
| 2008      |                              | The Strip                                       | China Williams   | 1 epizód                                                |
| 2009      | Caroline Byrne meggyilkolása | A Model Daughter: The Killing of Caroline Byrne | Kylie Watson     | tévéfilm                                                |
| 2009–2010 | H2O: Egy vízcsepp elég       | H2O: Just Add Water                             | Isabella Hartley | - főszereplő - magyar hangja:[forrás?] - Gerhát Barbara |
| 2010      |                              | Cops L.A.C.                                     | Kylie Tremaine   | 1 epizód                                                |
| 2011      |                              | Crownies                                        | Tatum Novak      | főszereplő                                              |
| 2013      |                              | Janet King                                      | Tatum Novak      | mellékszereplő (1. évad)                                |
| 2015      | Titkok és hazugságok         | Secrets and Lies                                | Natalie Crawford | - főszereplő - magyar hangja:[forrás?] - Nagy Blanka    |
| 2015      | Született férjek             | House Husbands                                  | Tash             | 2 epizód                                                |
| 2015      | Ash vs Evil Dead             | Ash vs Evil Dead                                | Melissa          | - 2 epizód - magyar hangja: - Csuha Bori                |

## Díjak és jelölések

### Logie Award
- 2006: Most Popular New Talent - Female (for Home and Away) - jelölés
- 2008: Dolly Teen Choice Awards - Queen of Teen - győztes